# Hombre, economía y Estado
Hombre, economía y Estado: tratado sobre los principios económicos, publicado por primera vez en 1962, es un libro sobre economía de Murray Rothbard, y es uno de los libros más importantes en la escuela austriaca de economía (los otros son "Teoría del dinero y del crédito" y "La acción humana" de Ludwig von Mises). Este libro proporciona una discusión sobre microeconomía y macroeconomía. La intención de Rothbard es construir un conjunto de leyes económicas en un tratado sistemático que parta de un conjunto de axiomas y leyes fundamentales sobre la acción humana, lógica de la acción, o praxeología.
Cuando se publicó originalmente en 1962, con alrededor de 1.400 páginas, los últimos ocho capítulos fueron retirados por razones políticas, que finalmente se publicaron como Poder y mercado en 1970, ediciones posteriores incluyen ambas partes en un solo volumen.

## Influencia
El economista estadounidense Walter Block ha descrito este libro como "agudísimamente brillante." El economista español Jesús Huerta de Soto sostiene sobre este libro que "La claridad expositiva, profundidad y agudeza del análisis, espíritu crítico y originalidad son características que rezuman en cada página de Man, Economy and State." Wendy McElroy da crédito al libro como "el único responsable de [su] inflexión desde la promoción del gobierno limitado hacia una vida de trabajo dentro de la tradición anarquista individualista."

## Contenido
1. Fundamentos de la acción humana.
2. Intercambio directo.
3. El patrón de intercambio indirecto.
4. Precios y consumo.
5. Producción: la estructura.
6. Producción: el tipo de interés y su determinación.
7. Producción: precios generales de los factores.
8. Producción: espíritu empresarial y cambio.
9. Producción: precios de factor particular e ingresos productivos.
10. Monopolio y competencia.
11. El dinero y su poder adquisitivo.
12. La economía de la violenta intervención en el mercado.